# Ицамна
Ица́мна (юкатек. Itzamna — «дом ящерицы», «дом игуаны») — имя одного из верховных божеств в мифологии индейцев майя. Создатель мира и письменности, основатель жречества, покровитель майяских правителей и владыка неба (его голова — земля, а туловище — небо). Но богом неба он стал только в ольмекскую эпоху. В доольмекские же времена изображался кайманом и почитался как владыка съедобных улиток и водорослей. Изображался беззубым стариком с римским носом или же небесным драконом с чертами птицы и ягуара. Супруг богини Иш-Чель.

## Имя
Джон Эрик Сидни Томпсон первоначально интерпретировал имя Ицамна как "дом ящерицы", по юкатекскому языку  "itzam" - это "игуана" и "naaj" означает "дом". Хотя не существует единого мнения о точном значении имени Ицамна, может быть значительным, что "иц"-это корень, обозначающий все виды выделений, а также колдовство.